# 2019年12月26日日食
2019年12月26日日食是一次日環食，發生於2019年12月26日。新月當天（即朔日），地球上觀測到月球和太阳的角距離極小，此時月球如果恰好在月球交點附近，穿過太阳和地球之間，與地球、太阳接近一直線，則會出現日食。月球穿過太阳和地球之間，但距地球較遠，本影未能接觸地表，而使偽本影覆蓋的區域內看到月球的角直徑小於太陽，就形成日環蝕，同時在偽本影兩側數千公里的半影範圍内形成日偏食。此次日環食經過了沙特阿拉伯、卡塔尔、阿聯酋、阿曼、印度、斯里蘭卡、印尼、馬來西亞、新加坡、菲律賓、關島、北馬里亞納群島，日偏食則覆蓋了非洲東部、亞洲大部分、大洋洲西部。

## 日食概況

### 出現區域
沙特阿拉伯東部省北部在日出時最先看到此次日環食，隨後月球偽本影向東南移動，劃過阿拉伯半島、阿拉伯海、印度南部、斯里蘭卡北部、孟加拉灣後，在印尼蘇門答臘島和巴東島之間的海峽達到最大食分。此後偽本影轉向東北移動，穿過馬來群島進入太平洋，在日落前不久覆蓋關島和北馬里亞納群島最南部的羅塔島，最終在日落時分結束於威克島以西約1040公里處的洋面。
偽本影經過的陸地包括：
- 沙烏地阿拉伯：在東部省接觸地表後向東南劃過該省；
- ：賴揚中南部、烏姆錫拉勒極西南角、多哈西南部、沃克拉，其中首都多哈位於環食帶北緣，其西南部能看到日環食；
- 阿联酋：自西北向東南斜貫阿布達比酋長國；
- 阿曼：擦過布賴米省極西南角後自西北向東南斜貫扎希拉省，又經過內地省南半部、東部區南半部、中部省東北部；
- 印度：經過卡納塔克邦南部和喀拉拉邦北部並覆蓋本地治里聯邦屬地的馬埃後自西向東貫穿泰米爾納德邦；
- 斯里蘭卡：北部省除西南部外的大部分、北中省北部、東部省北部；
- 印度尼西亞：經過亞齊特區南部後自西向東貫穿北蘇門答臘省中部偏南，擦過西蘇門答臘省極北端後貫穿廖內省北部，其中最大食分位於蘇門答臘島和巴東島之間的海峽，又經過廖內群島省南部、西加里曼丹省北部、東加里曼丹省北部、北加里曼丹省南部，覆蓋北蘇拉威西省桑義赫群島西北端數個小島和米昂阿斯島；
- 马来西亚：在西馬擦過柔佛州南端，在東馬經過砂拉越南部；
- 新加坡中南部；
- 菲律賓：擦過薩蘭加尼省極東南端和西達沃省南端；
- 關島全境；
- ：羅塔島。[3][4]

除了上述狹窄的環食帶內能看到日環食之外，月球半影覆蓋範圍內都能看到日偏食，包括非洲的埃及東南部、中國大陸的大部分、台湾的大部分、蘇丹東半部、東非中北部，亞洲除土耳其中西部、地中海沿岸、俄羅斯北部以外的大部分，澳大利亚中北部、美拉尼西亞島群中西部、密克羅尼西亞島群除吉爾伯特群島東南部外的絕大部分。

此次日環食過程中月影在地表移動的動畫

### 基本參數
- 類型：日環食
- 食甚中心處（位於印尼蘇門答臘島和巴東島之間的海峽）資料：
  - 時間：2019年12月26日5:17:43.9
  - 地點：1°0.5′N 102°14.8′E / 1.0083°N 102.2467°E
  - 食分：0.9701（環食帶內最大）
  - 偽本影寬度：117.9公里
  - 日環食持續時間：3分39.5秒
- 環食最長處資料：
  - 時間：2019年12月26日5:28:30
  - 地點：0°47′N 105°5′E / 0.783°N 105.083°E
  - 偽本影寬度：118.6公里
  - 日環食持續時間：3分40.0秒[6]

## 世界各地的日食景观

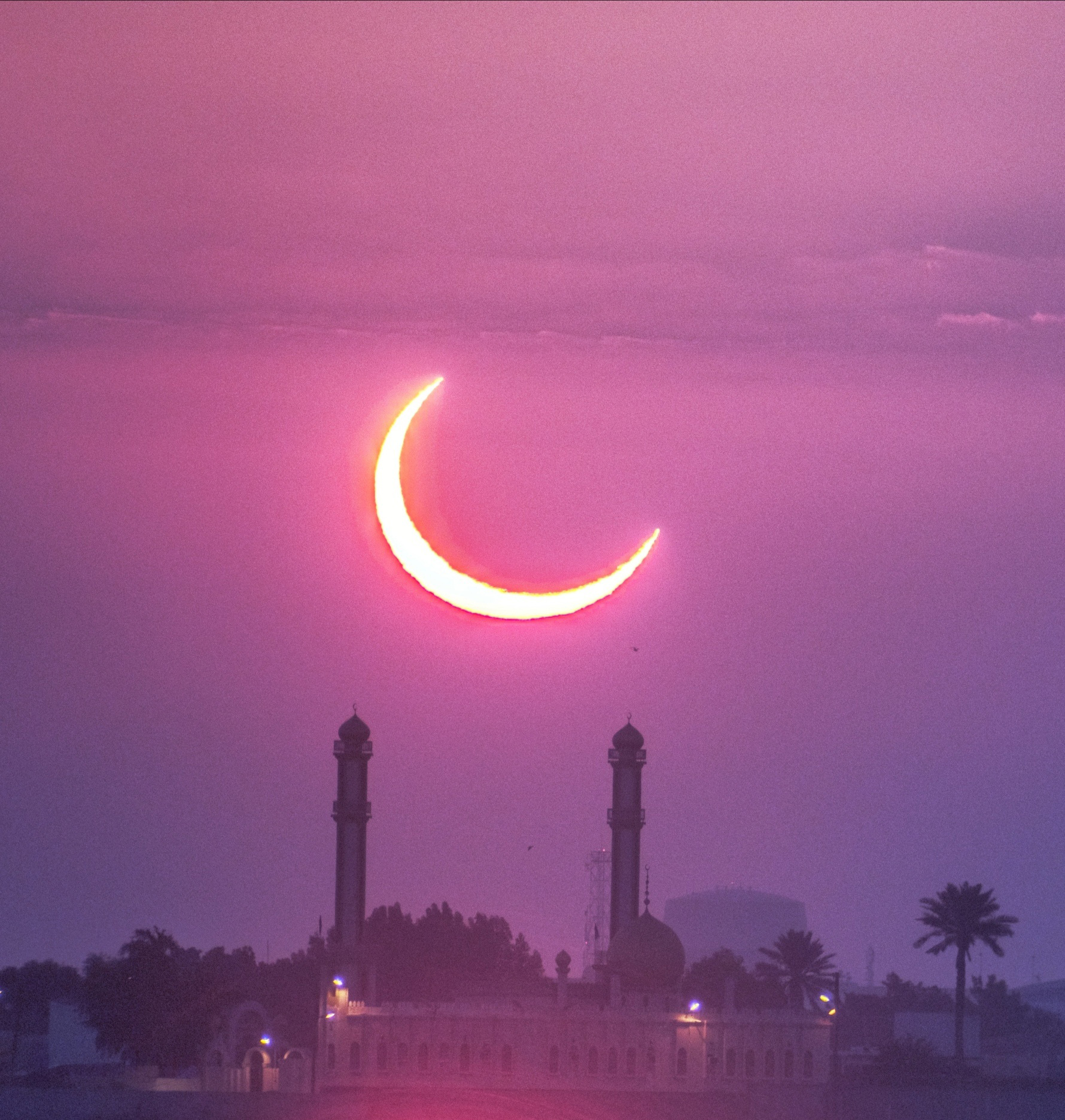
巴林納比薩利赫（英语：Nabih Saleh），3:32 UTC
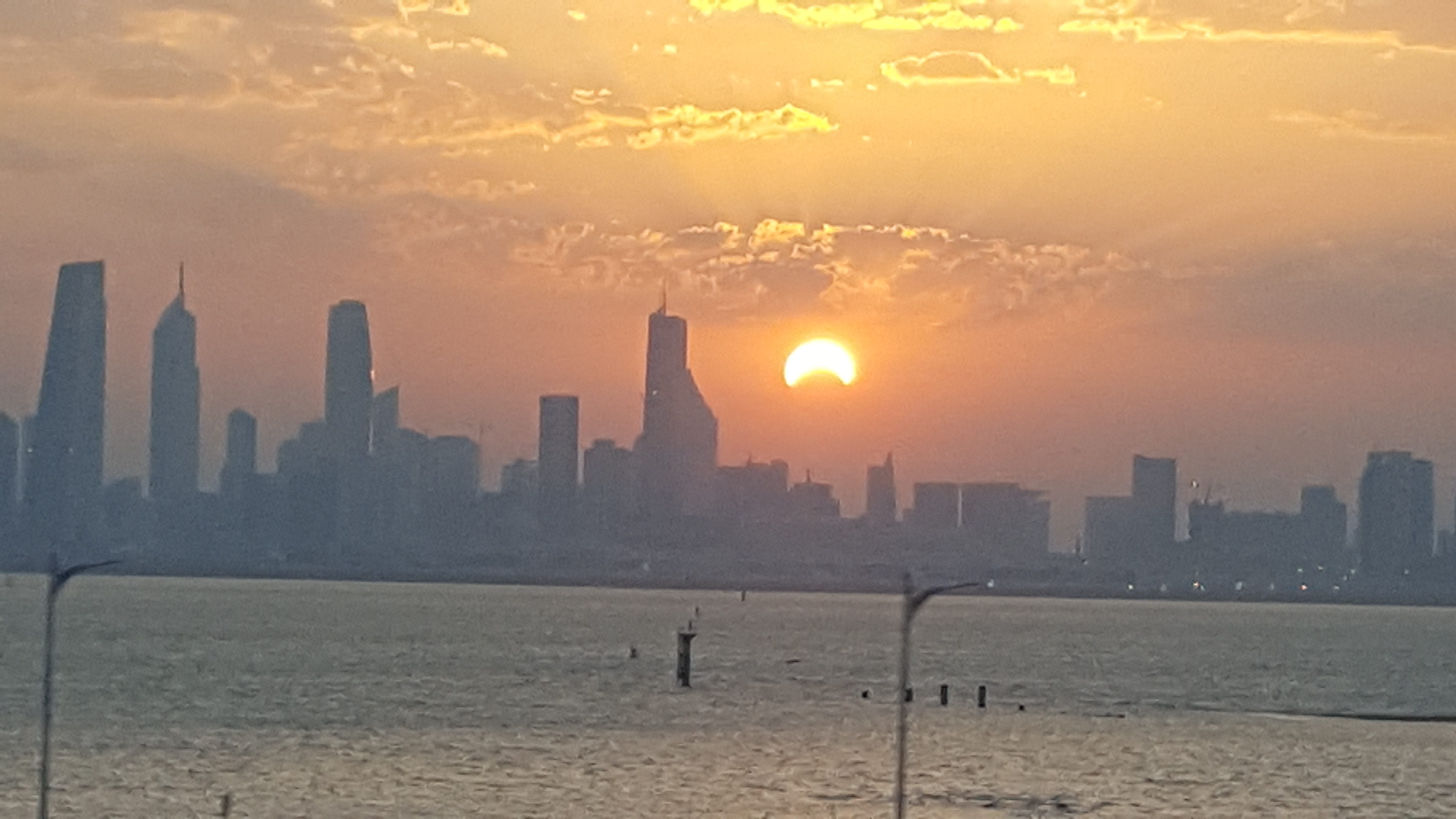
科威特科威特城，3:52 UTC
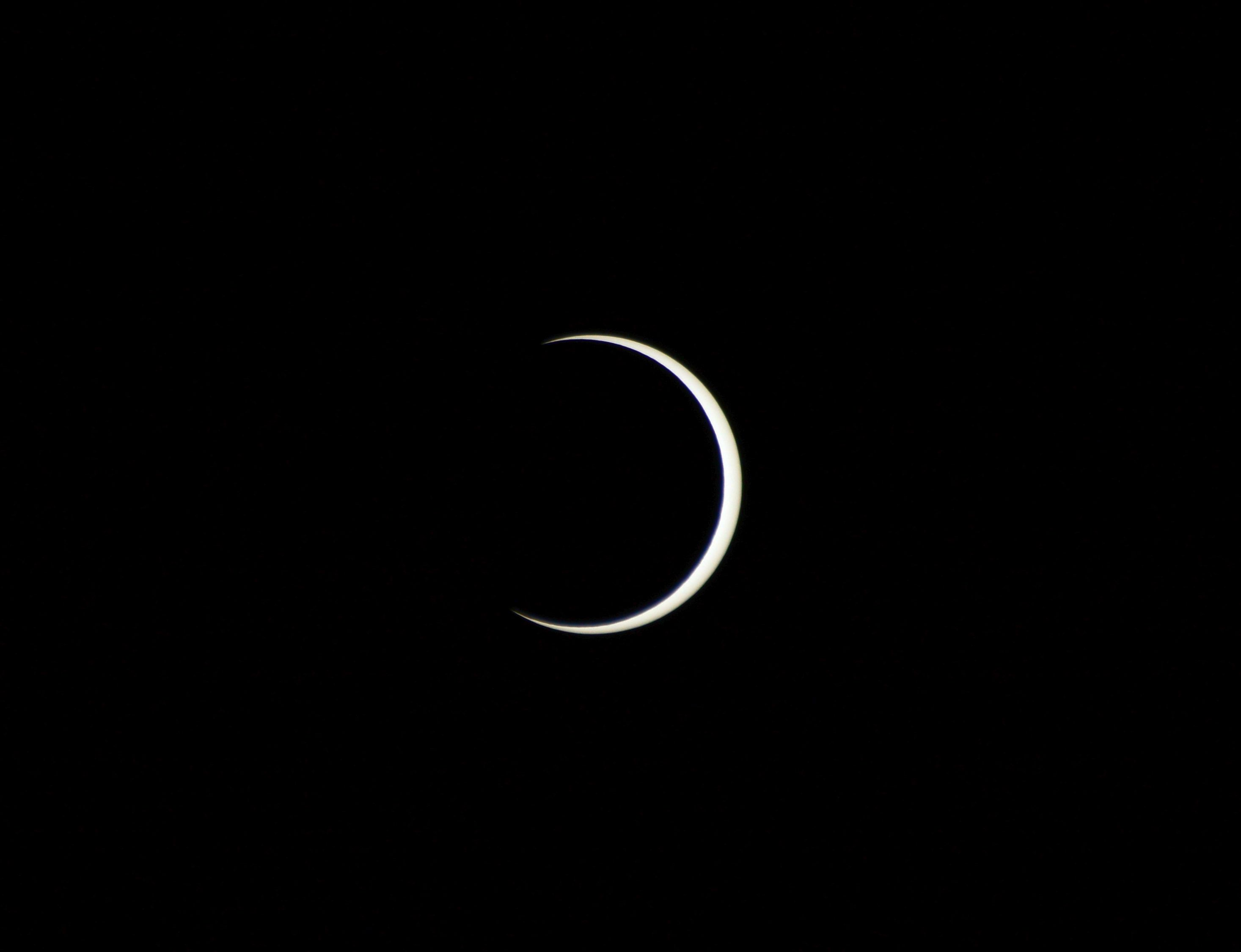
印度科契，3:59 UTC
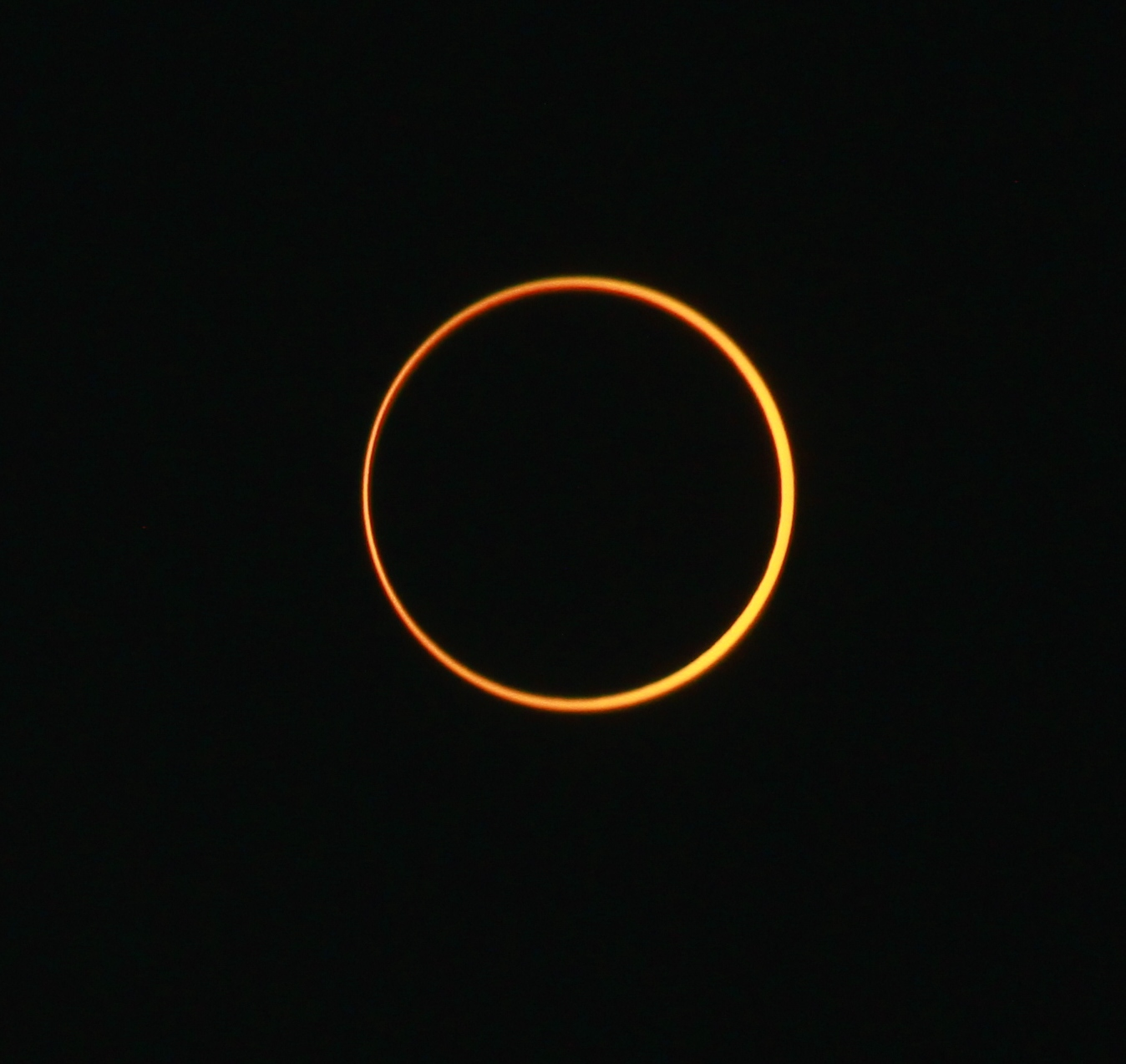
印度尼倫布爾（英语：Nilambur），3:59 UTC
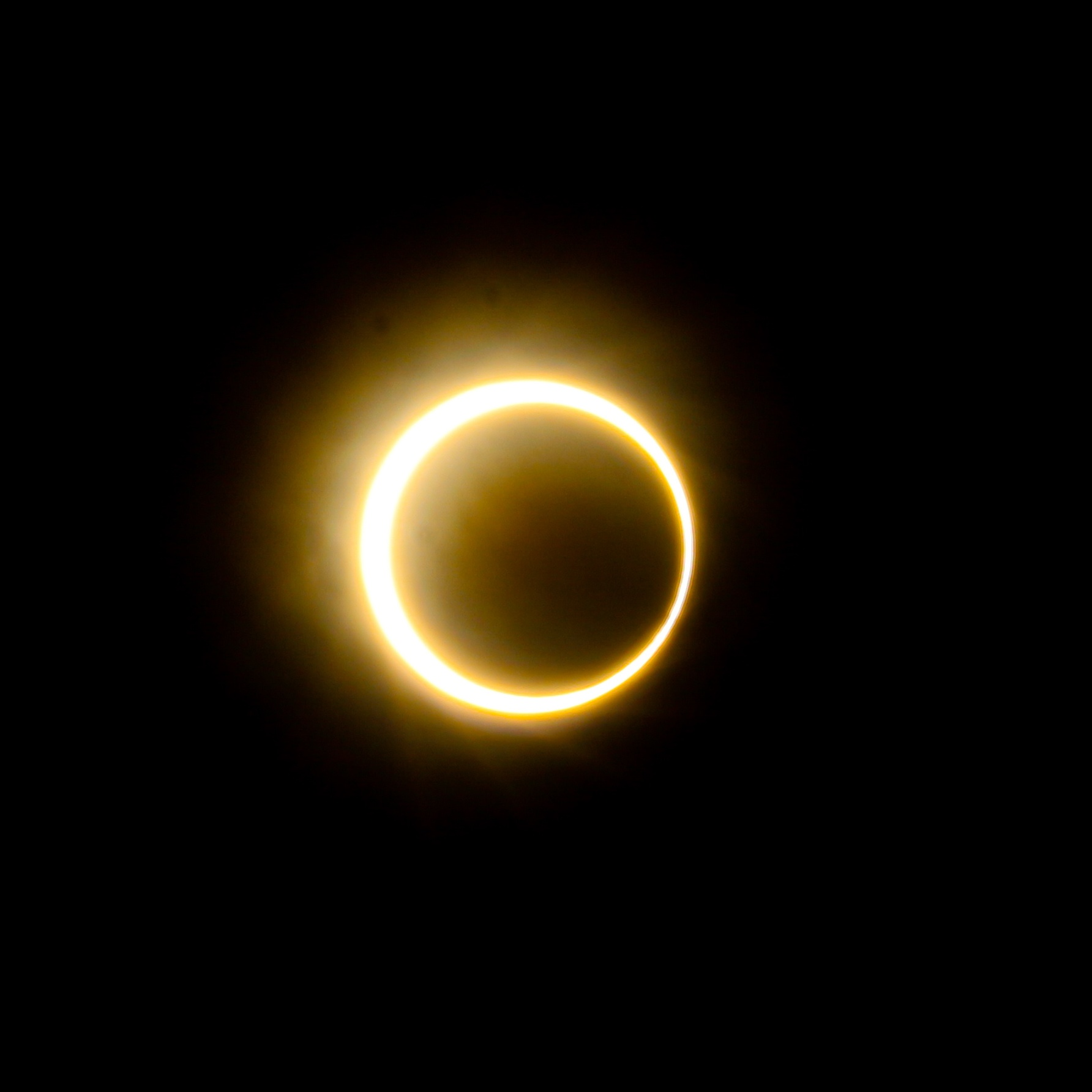
印度門格洛爾，4:16 UTC
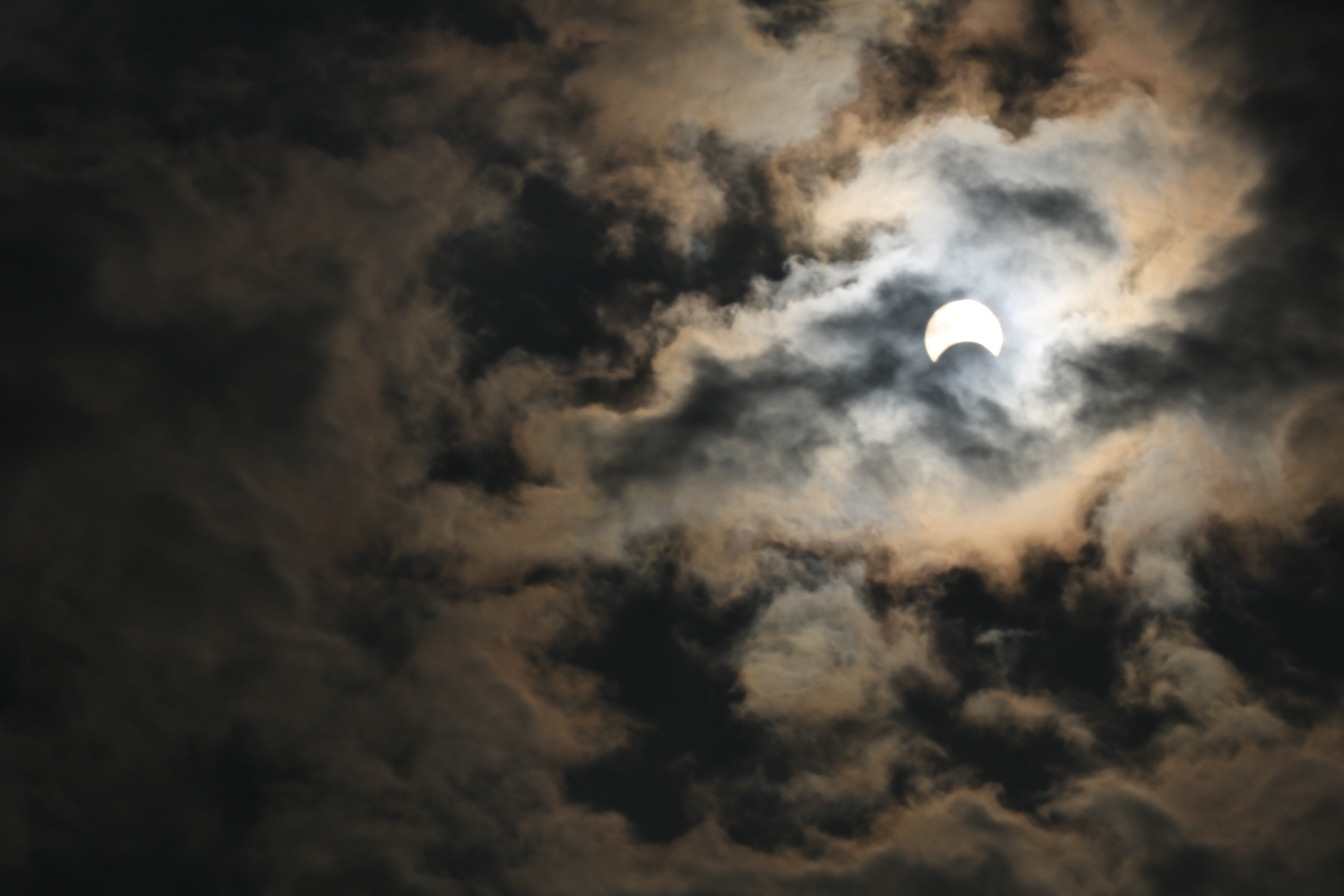
孟加拉國達卡，5:13 UTC
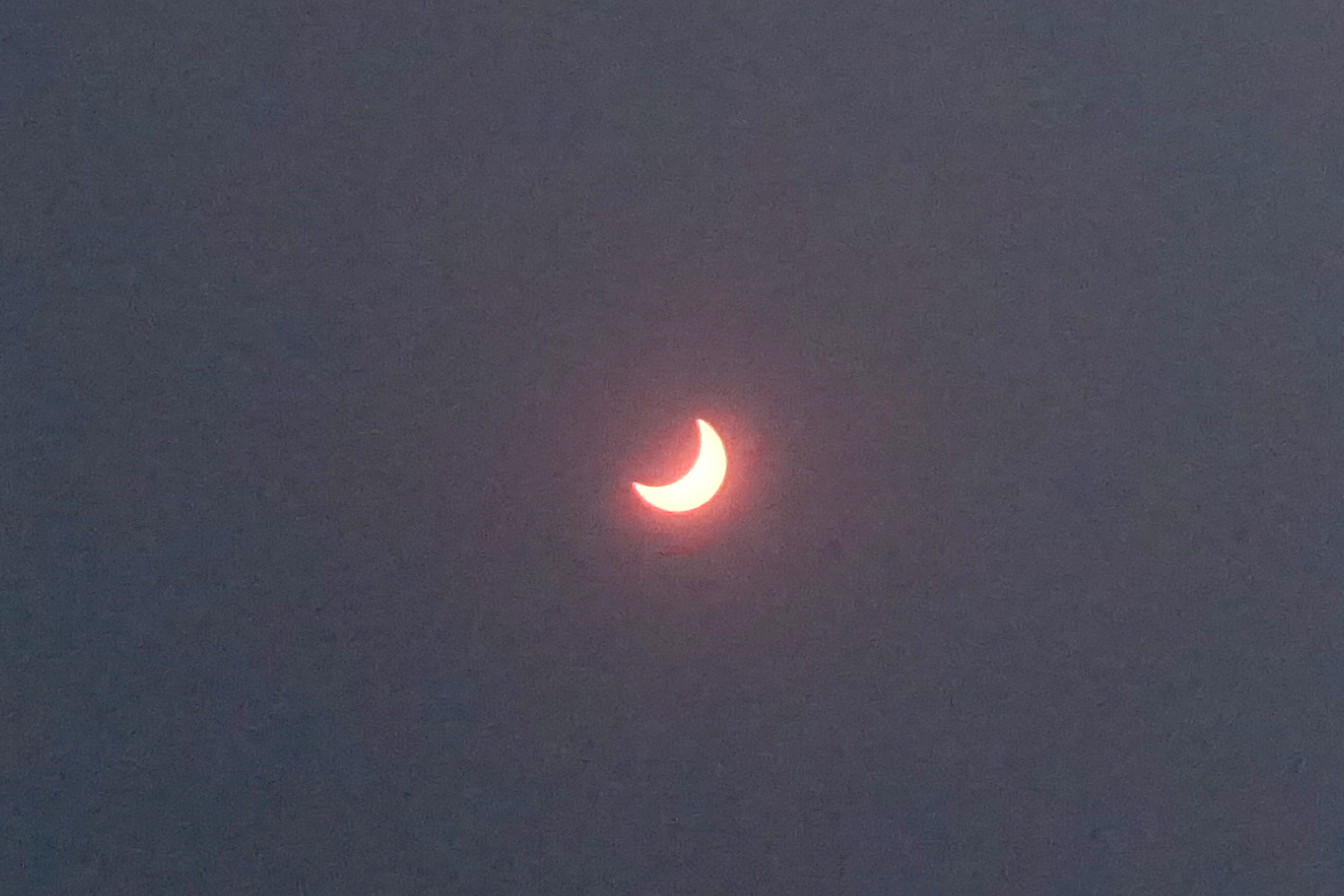
印尼雅加達，5:18 UTC
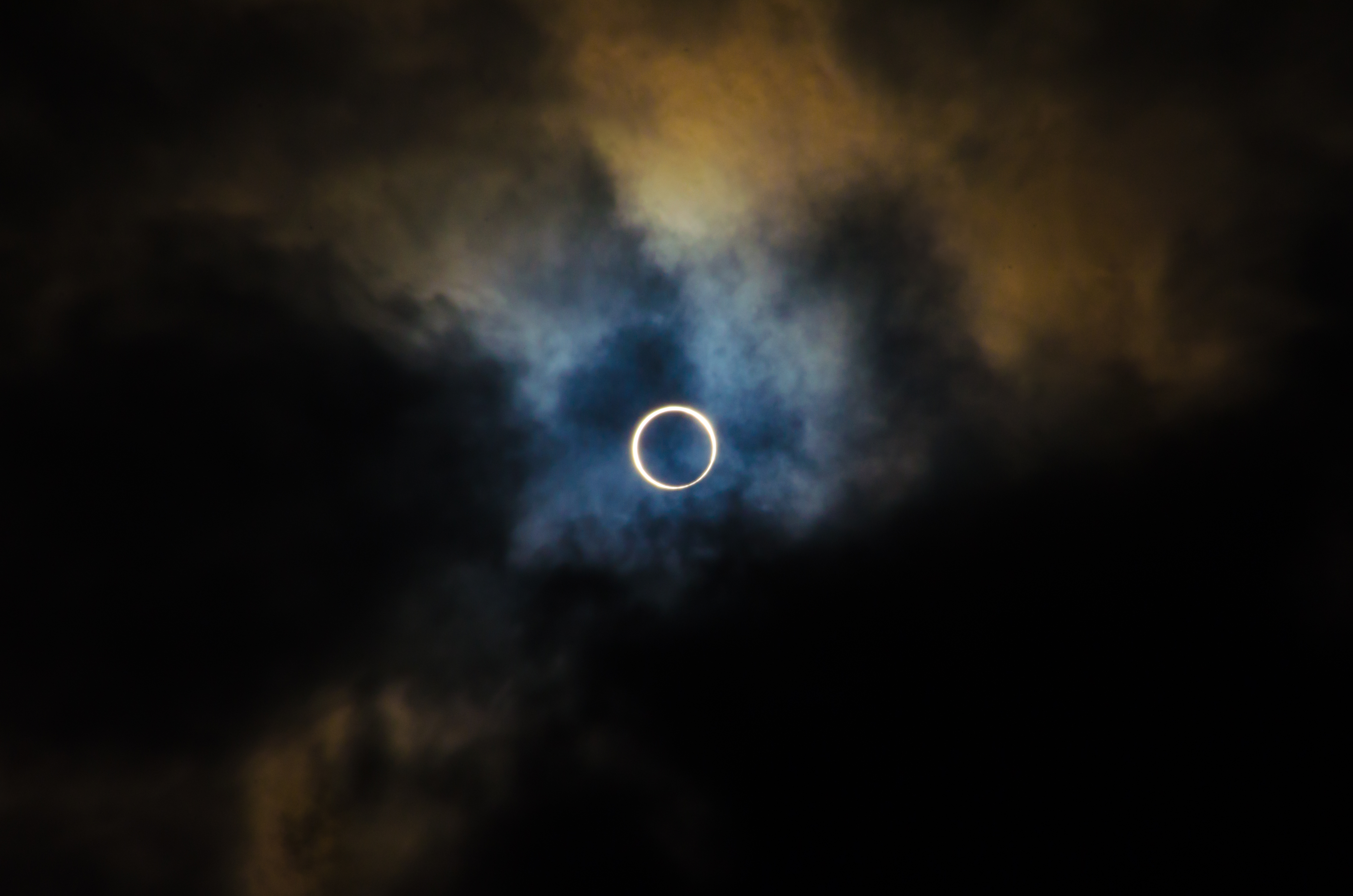
新加坡拉柏多自然保護區，5:23 UTC
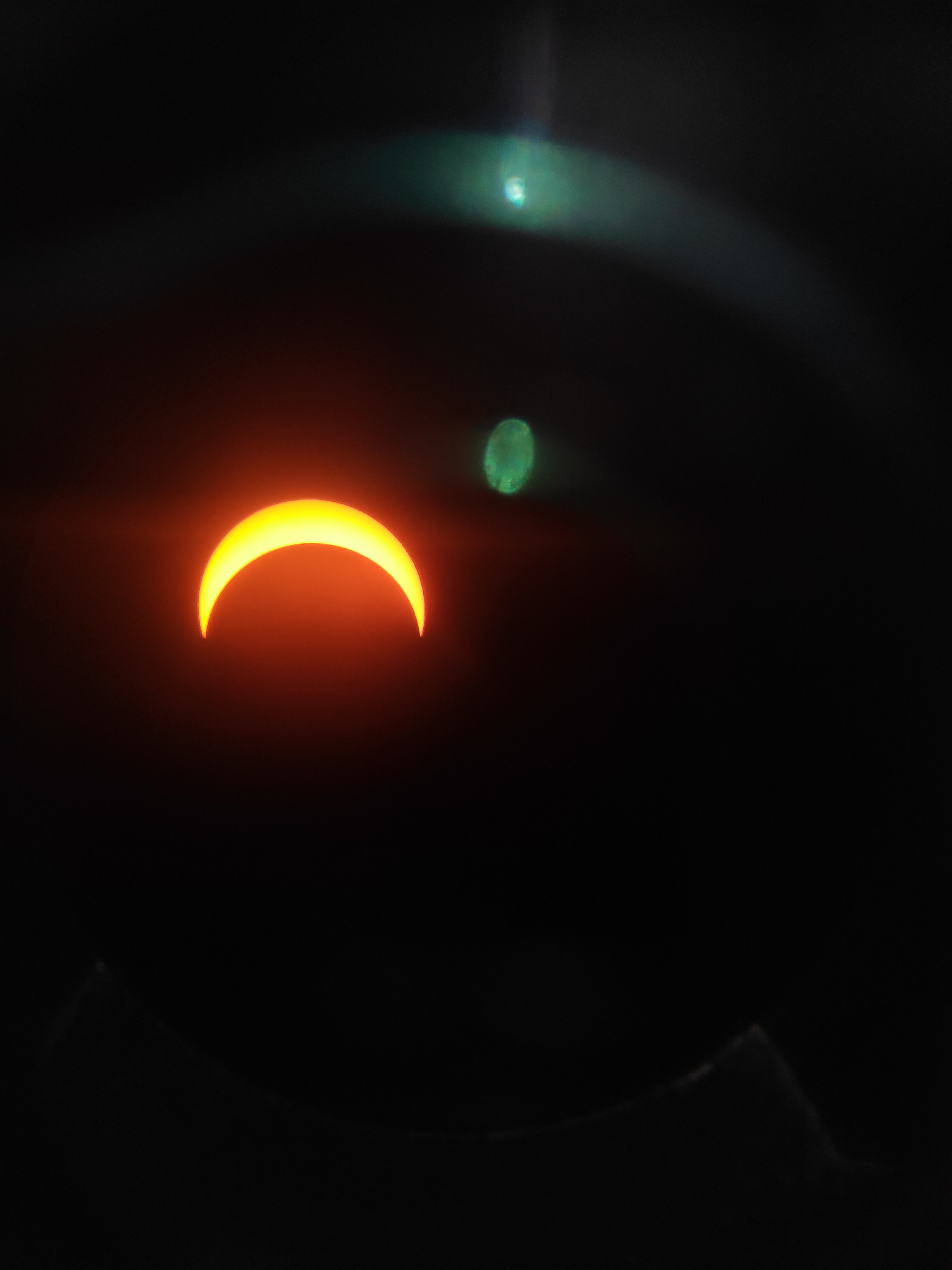
馬來西亞理科大學，5:25 UTC
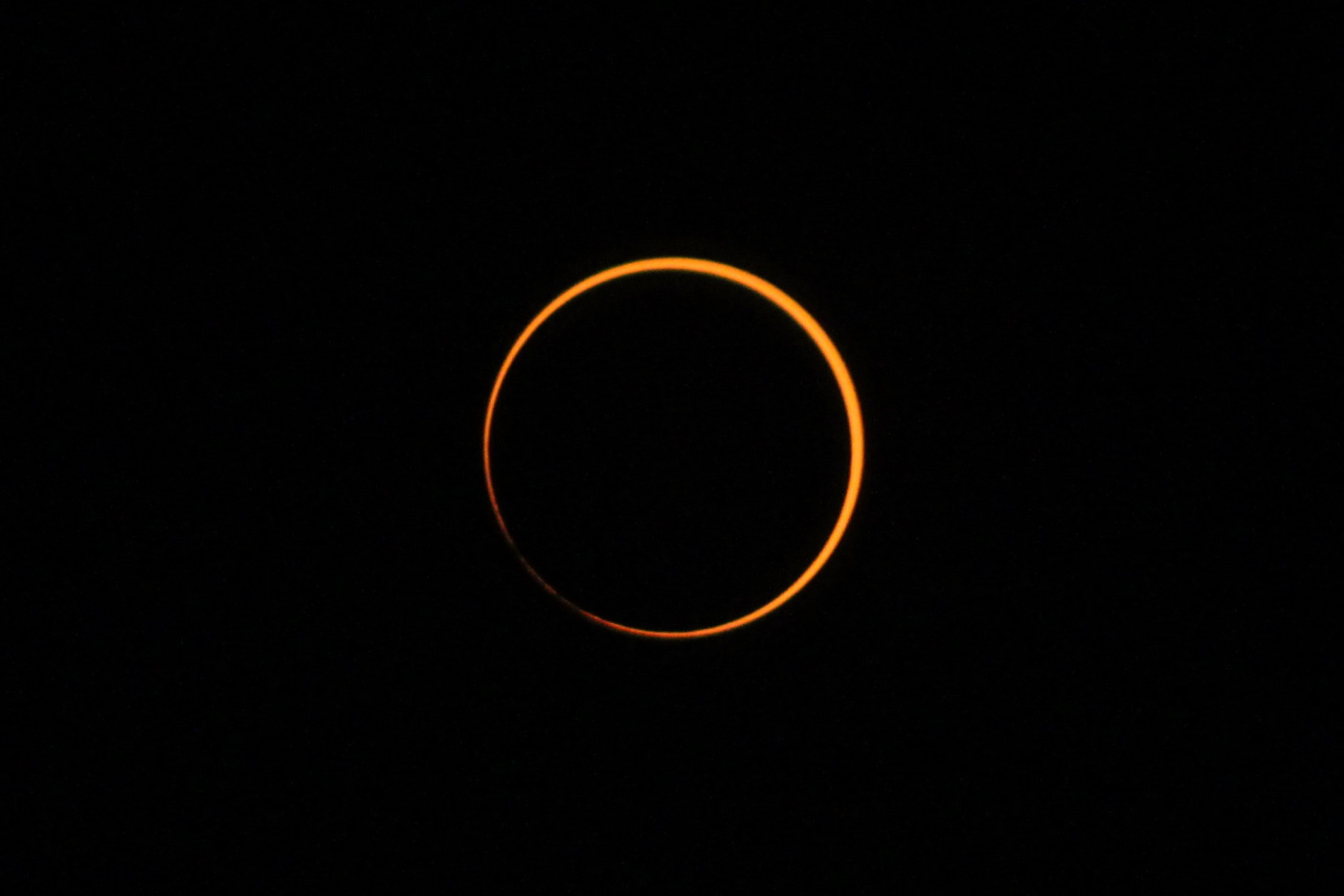
印尼巴淡，5:25 UTC
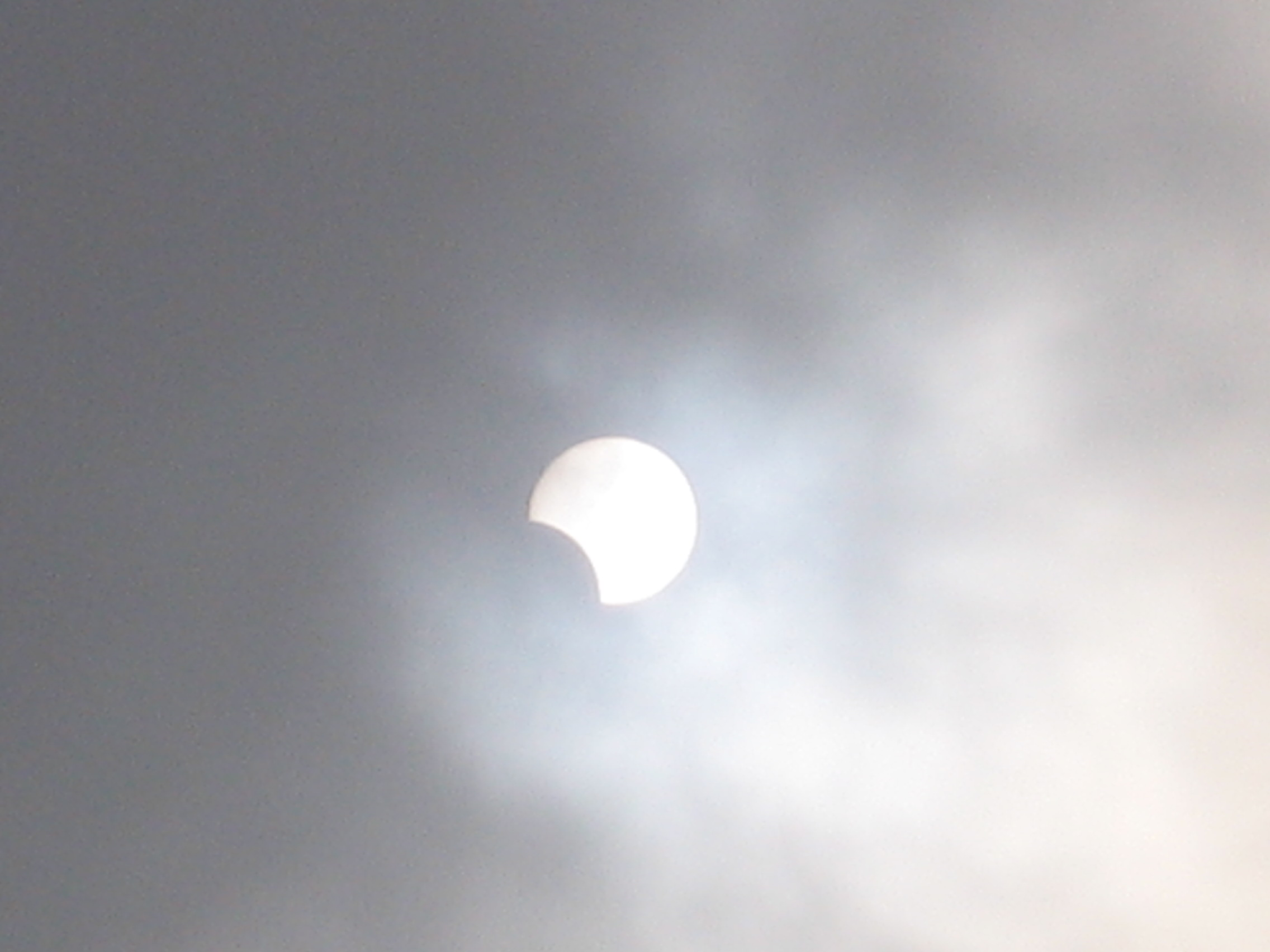
中國合肥市，6:18 UTC
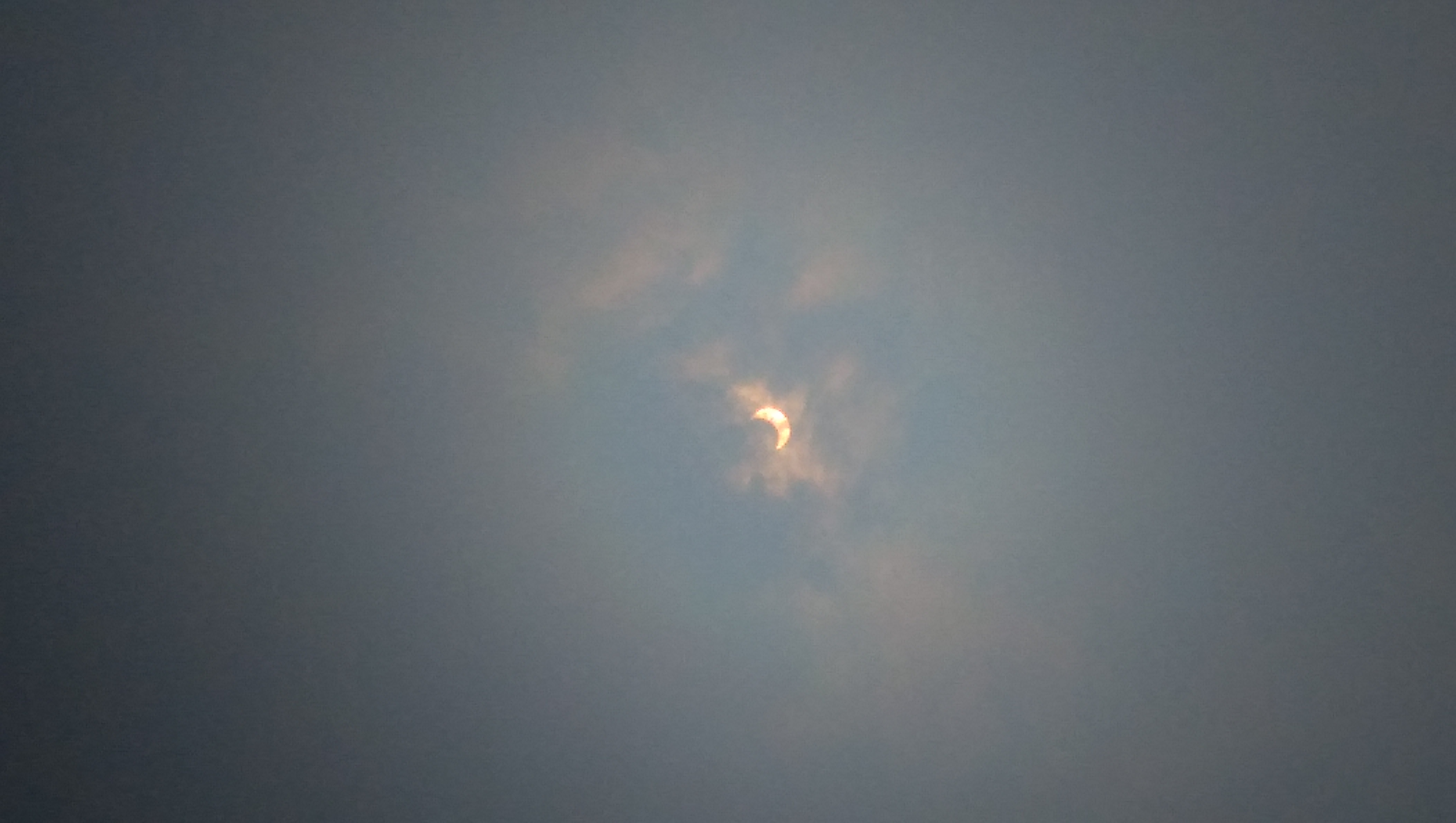
菲律賓聖荷西德孟特，6:19 UTC
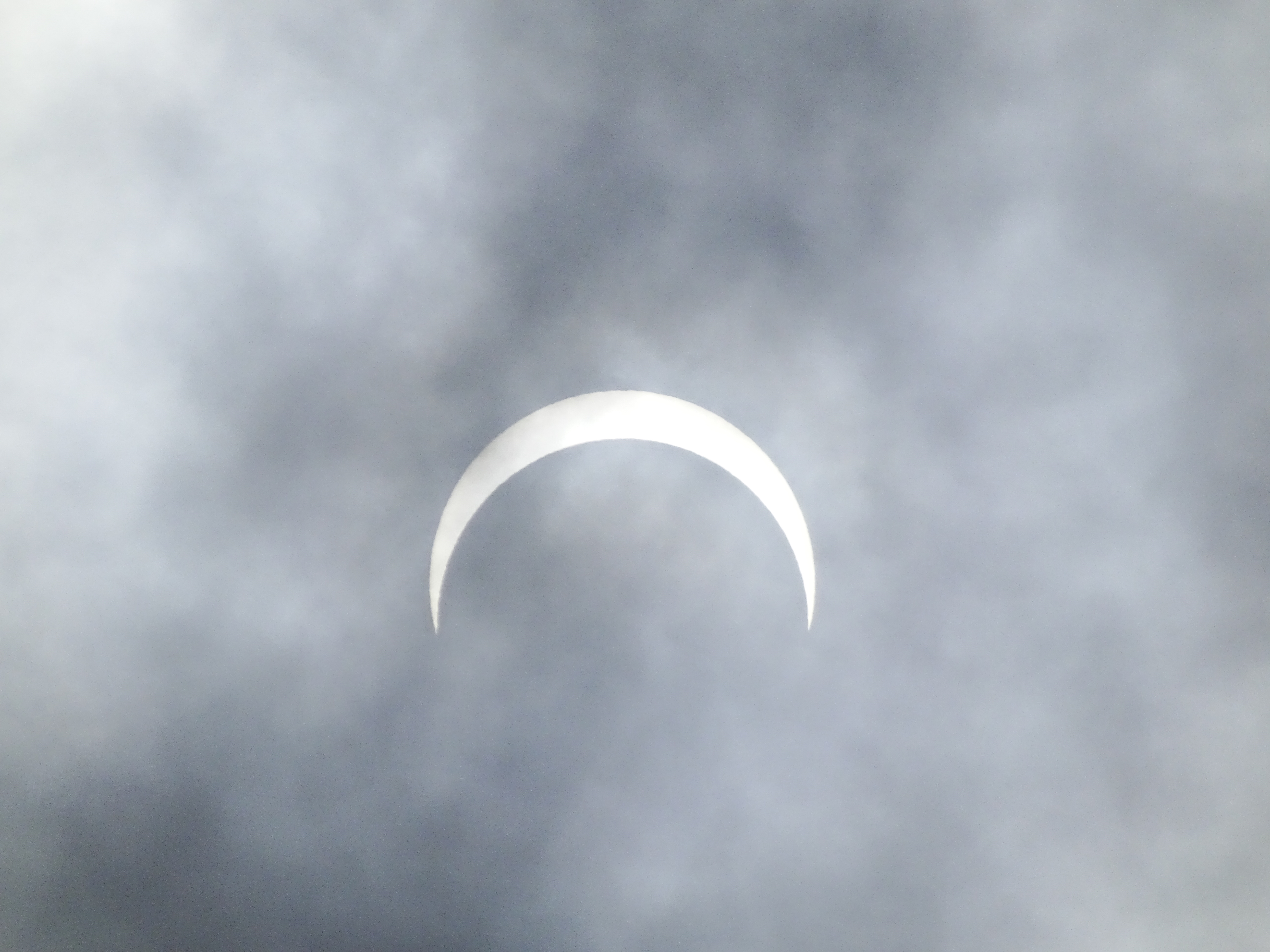
菲律賓迪戈斯（英语：Digos），6:21 UTC
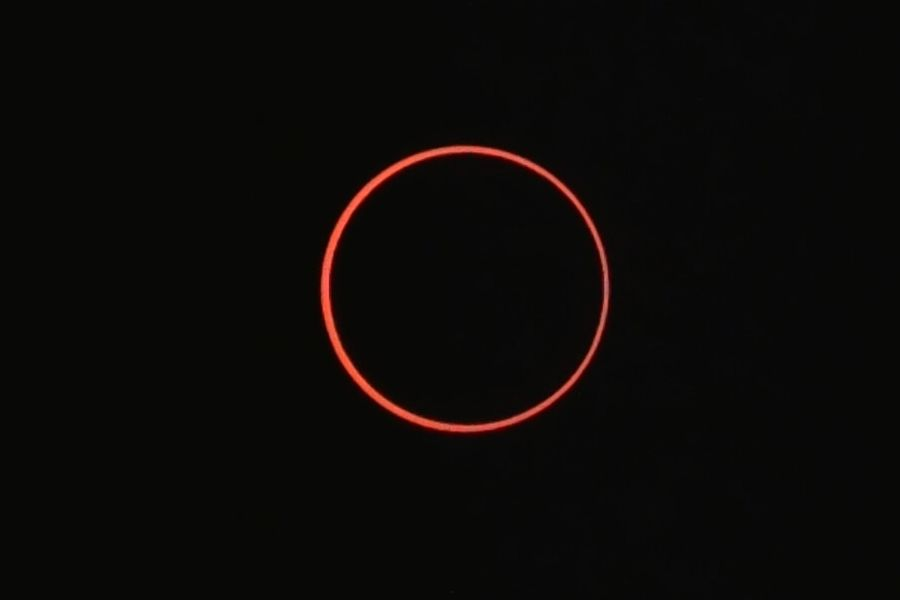
關島梅里佐，6:56 UTC
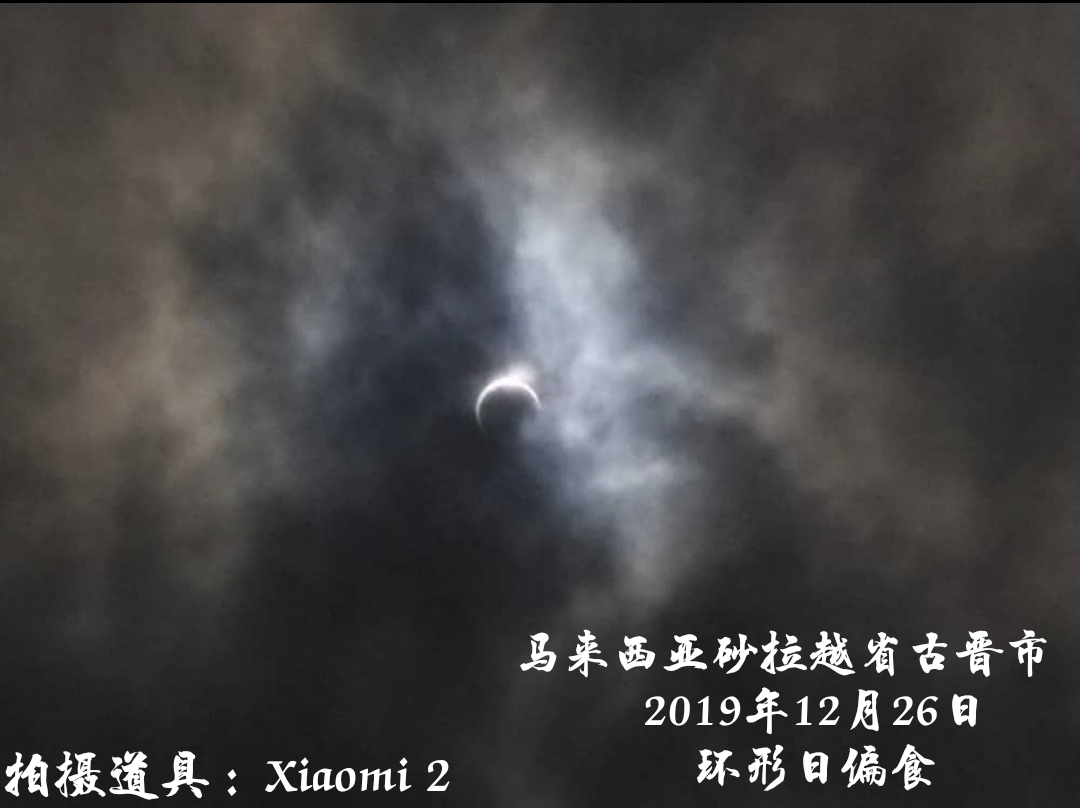
马来西亚砂拉越州古晋市，马来西亚时间13:35（食甚）

## 相關的日食

### 2018-2021年的日食
月球交替位於相對的月球交點時，以半個交點年（食年），即約177天又4小時間隔出現下列日食。
註：2018年2月15日和2018年8月11日的日偏食屬於上一組交點年系列。
| 日食列表  |           |           |           |           |           |           |           |           |           |           |           |
| 1997-2000 | 2000-2003 | 2004-2007 | 2008-2011 | 2011-2014 | 2015-2018 | 2018-2021 | 2022-2025 | 2026-2029 | 2029-2032 | 2033-2036 | 2036-2039 |

| 升交點                   | 升交點                   |                            | 降交點                  | 降交點 |
| 沙羅周期                 | 地圖                     | 沙羅周期                   | 地圖                    |        |
| 117 澳洲墨爾本的日偏食   | 2018年7月13日 偏食（南） | 122 俄羅斯納霍德卡的日偏食 | 2019年1月6日 偏食（北） |        |
| 127 智利拉塞雷納的日全食 | 2019年7月2日 全食        | 132 斯里蘭卡賈夫納的日環食 | 2019年12月26日 環食     |        |
| 137 臺灣嘉義的日環食     | 2020年6月21日 環食       | 142                        | 2020年12月14日 全食     |        |
| 147                      | 2021年6月10日 環食       | 152                        | 2021年12月4日 全食      |        |

### 沙羅周期
沙羅週期長度為18年11天。本次日食屬於沙羅週期132，共包含71次日食，依次為1208年8月13日至1551年3月7日的20次日偏食、1569年3月17日至2146年3月12日的33次日環食、2164年3月23日至2182年4月3日的2次全環食（亦稱混合食）、2200年4月14日至2308年6月19日的7次日全食、2326年6月30日至2470年9月25日的9次日偏食，總共歷時1262.11年。其中最長的全食發生於2290年6月8日，共持續2分14秒。
下表列舉了1901年至2100年間發生的屬於該周期的日食，是第40至50次：
| 40             | 41            | 42             |
| -------------- | ------------- | -------------- |
| 1911年10月22日 | 1929年11月1日 | 1947年11月12日 |
| 43             | 44            | 45             |
| 1965年11月23日 | 1983年12月4日 | 2001年12月14日 |
| 46             | 47            | 48             |
| 2019年12月26日 | 2038年1月5日  | 2056年1月16日  |
| 49             | 50            |                |
| 2074年1月27日  | 2092年2月7日  |                |

## 資料來源
1. ↑  樊忠玉. . 中国天文科普网.   [2018-01-24]. （原始内容存档于2014-09-17）.
2. 1 2  Fred Espenak. . NASA Eclipse Web Site.   [2018-01-24]. （原始内容存档于2017-02-02）.（英文）
3. ↑  Fred Espenak. . NASA Eclipse Web Site.   [2018-01-24]. （原始内容存档于2017-01-10）.（英文）
4. ↑  Xavier M. Jubier. .   [2018-01-24]. （原始内容存档于2018-01-24）.（法文）（英文）
5. ↑  Fred Espenak. . NASA Eclipse Web Site.   [2018-01-24]. （原始内容存档于2019-01-18）.（英文）
6. ↑  Fred Espenak. . NASA Eclipse Web Site.   [2018-01-24]. （原始内容存档于2017-02-08）.（英文）
7. ↑  Fred Espenak. . NASA Eclipse Web Site.（英文）

## 外部連結
- NASA日食專頁（页面存档备份，存于）（英文）
- 可見區域圖和時間統計：由弗雷德·埃斯佩纳克做出的日食預報，NASA/GSFC
  - Google互動地圖呈現的日食範圍
  - 貝塞爾元素
- Google地圖顯示的日環食和日偏食範圍（页面存档备份，存于）（法文）（英文）

| \| \| 日食 \|                            |                               |                                           |
| 上一次日食： 2019年7月2日日食 （日全食） | 2019年12月26日日食 （日環食） | 下一次日食： 2020年6月21日日食 （日環食） |
| 上一次日環食： 2017年2月26日日食         | 2019年12月26日日食 （日環食） | 下一次日環食： 2020年6月21日日食          |
|                                          | 日食                          |                                           |